# Kalispell
Kalispell è una città degli Stati Uniti, capoluogo della contea di Flathead (Flathead County), nello Stato del Montana.
La popolazione era di 28 450 abitanti nel censimento del 2022.